# Бражниково (Волоколамський район)
Бра́жниково (рос. Бражниково) — присілок, підпорядкований місту Волоколамську Московської області Російської Федерації.
Муніципальне утворення — Волоколамський міський округ. Населення становить 31 особа (2013).

## Історія
З 14 січня 1929 року входить до складу новоутвореної Московської області. Раніше належало до Волоколамського повіту Московської губернії. Належало до Волоколамського району до його ліквідації 9 червня 2019 року.
У 2006—2019 роках органом місцевого самоврядування було сільське поселення Осташевське. Сучасне адміністративне підпорядкування з 2019 року.

## Населення
| 1852 | 1859 | 1926 | 2002 | 2006 | 2010 |
| ---- | ---- | ---- | ---- | ---- | ---- |
| 108  | ↗125 | ↘122 | ↘45  | ↘39  | ↘31  |